# Orvin
Orvin (en alemán Ilfingen) es una comuna suiza del cantón de Berna, situada en el distrito administrativo del Jura bernés. Limita al norte con las comunas de Sonceboz-Sombeval y Péry-La Heutte, al noreste con Sauge, al sureste con Biel-Bienne, al sur con Evilard, al suroeste con Plateau-de-Diesse, al oeste con Nods, y al noroeste con Corgémont.
Hasta el 31 de diciembre de 2009 situada en el distrito de Courtelary.